# بويرتو كاستيا (آبلة)
بلدية بويرتو كاستيا (بالإسبانية: Puerto Castilla) هي بلدية تقع في مقاطعة آبلة التابعة لمنطقة قشتالة وليون وسط إسبانيا.

## الديموغرافيا
بلغ عدد سكان بلدية بويرتو كاستيا 107 نسمة عام 2011 (وفقاً للمعهد الوطني للإحصاء الإسباني).
| 144 | 147 | 147 | 144 | 131 | 122 | 107 |